# تشيكوما (ناغانو)
مدينة تشيكوما (باليابانية:千曲市) هي أحد المدن التابعة لمحافظة ناغانو. تأسست رسميًا في 01/09/2003. ويقدر عدد سكانها بـ 63305 نسمة حسب تقدير مكتب الإحصاء الياباني لعام 2012. تبلغ مساحة تشيكوما 119.84 كم2. بكثافة سكانية تبلغ 528 نسمة/كم2.

## أعلام
- عبد الله كوباياشي